# Acanthaspidia namibia
Acanthaspidia namibia är en kräftdjursart som beskrevs av Brandt 200. Acanthaspidia namibia ingår i släktet Acanthaspidia och familjen Acanthaspidiidae. Inga underarter finns listade i Catalogue of Life.